# 新聞うずみ火
新聞うずみ火は、2005年10月から毎月23日発行に発行している「反戦・平和」をテーマにしたミニコミ誌。
読者は北海道から沖縄までおり毎月1500部以上発行している。

## 実績
- 新聞うずみ火（2005年～毎月23日発行）
- 平和・協同ジャーナリスト基金賞奨励賞（2014年）
- 大阪大空襲全5巻（2010年、大阪府の委託事業）
- 大阪空襲訴訟　　（2011年、大阪空襲訴訟を支える会）
- 堺大空襲全4巻　（2012年、堺市の委託事業）

## 所属
・矢野宏（代表・編集長）
・栗原圭子（副編集長）
・高橋宏